# Palisa kristenseni
Palisa kristenseni är en snäckart som först beskrevs av Ev. Marcus och Er. Marcus 1963.  Palisa kristenseni ingår i släktet Palisa och familjen Facelinidae. Inga underarter finns listade i Catalogue of Life.